# Samanidzi
Samanidzi, pers. سامانیان – dynastia pochodzenia irańskiego, panująca w Azji Środkowej w latach 819–1005.

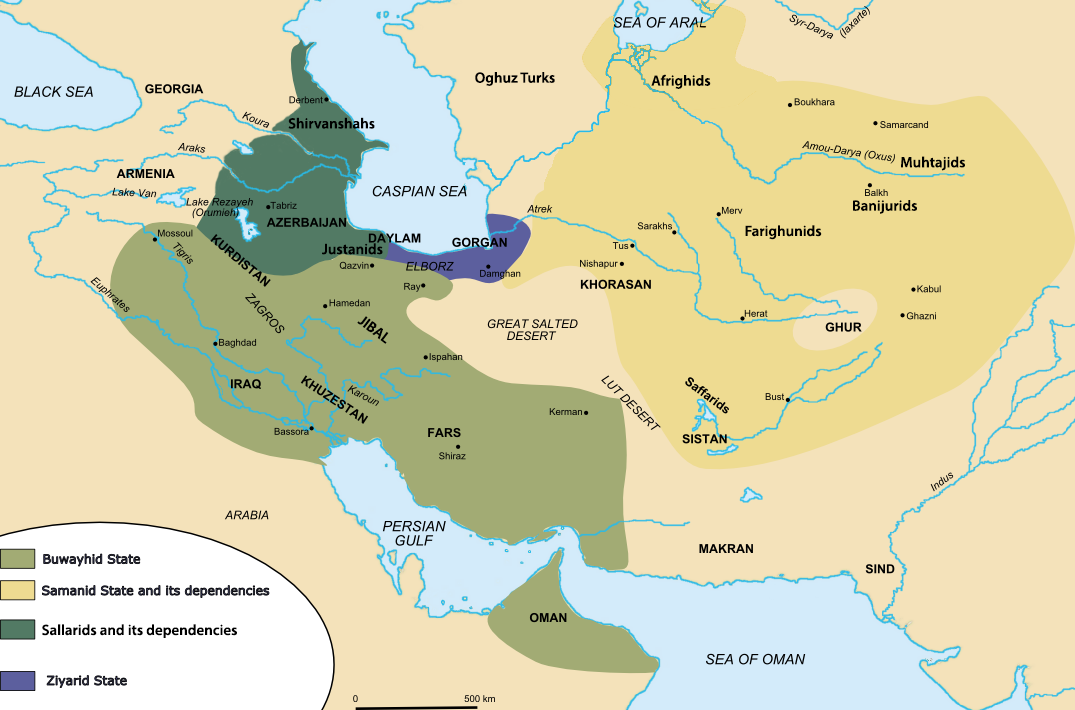
Iran około 1000 roku n.e.

Eponimiczny protoplasta Samanidów, Samanchuda (pierwsza połowa VIII wieku), był perskim dehkanem, który nawrócił się na islam na dworze umajjadzkiego namiestnika Chorasanu. W zamian za poparcie udzielone kalifowi Al-Mamunowi jego czterej wnukowie w roku 819 otrzymali namiestnictwa Samarkandy, Fergany, Czaczu (dzis. Taszkent) i Heratu. Spośród nich Ahmad (zm. 864) przeżył pozostałych braci i przekazał władzę swoim synom, z najstarszym Nasrem (864–892) jako seniorem. Wraz z upadkiem rządów Tahirydów w Chorasanie Nasr stał się faktycznie niezależnym władcą Mawarannahru ze stolicą w Samarkandzie. W roku 874 na miejsce Tahirydzkiego namiestnika Buchary wprowadził on swojego młodszego brata Isma’ila (892–907). Ten swoimi sprawnymi rządami zdobył taką popularność, że w roku 888 przy poparciu miejscowej ludności rzucił wyzwanie bratu i pokonał go. Nasr pozostał jednak przy życiu, i to jako formalny zwierzchnik brata, odwdzięczając mu się zaś za okazaną wielkoduszność wyznaczył go swoim następcą. Tym samym emirem nad całą Azją Środkową został Isma’il i to „jego uznajemy za właściwego twórcę emiratu samanidzkiego”.
Od roku 875 Samanidzi byli oficjalnie uznawani przez Abbasydów za ich namiestników Mawarannahru, jednak w roku 898 kalif przekazał prawa do tej prowincji Amr Ibn Lajsowi z dynastii Saffarydów, chcąc sprowokować konflikt pomiędzy nim a Isma’ilem. W latach 899–900 Samanida pobił w dwóch bitwach oddziały Saffarydów, przy czym w drugiej z nich, stoczonej w pobliżu Balchu, Amr dostał się do niewoli. Wysłany przez Isma’ila do Bagdadu, po rocznym uwięzieniu został stracony przez nie ukrywających radości ze zwycięstwa Samanidów Abbasydów. Po swoim zwycięstwie Isma’il otrzymał od kalifa nadanie Chorasanu, środkowego Iranu z Rejem i Isfahanem oraz Tabarystanu (ten ostatni trzeba jednak było dopiero zdobyć na miejscowych Alidach). Panowanie Isma’ila oraz jego następców Ahmada (907–914) i Nasra (914–943) uważane jest za złoty wiek emiratu Samanidów. Podatki były niskie, Samanidzi bowiem czerpali dochody z kontroli nad szlakami karawanowymi Azji Środkowej, w tym nad głównym szlakiem „handlu niewolnikami, którymi zasilano siły zbrojne niemal wszystkich ówczesnych państw muzułmańskiego świata”. Rolnicza ludność Azji Środkowej była skutecznie chroniona przed najazdami koczowników. W roku 840 Samanidzi zdobyli Isfidżab (dzis. Sajram), a w 893 Isma’il pokonał kagana Karłuków i zdobył Taraz. Pensje urzędników i żołnierzy były wypłacane regularnie, a dworski mecenat przyciągał uczonych i pisarzy.

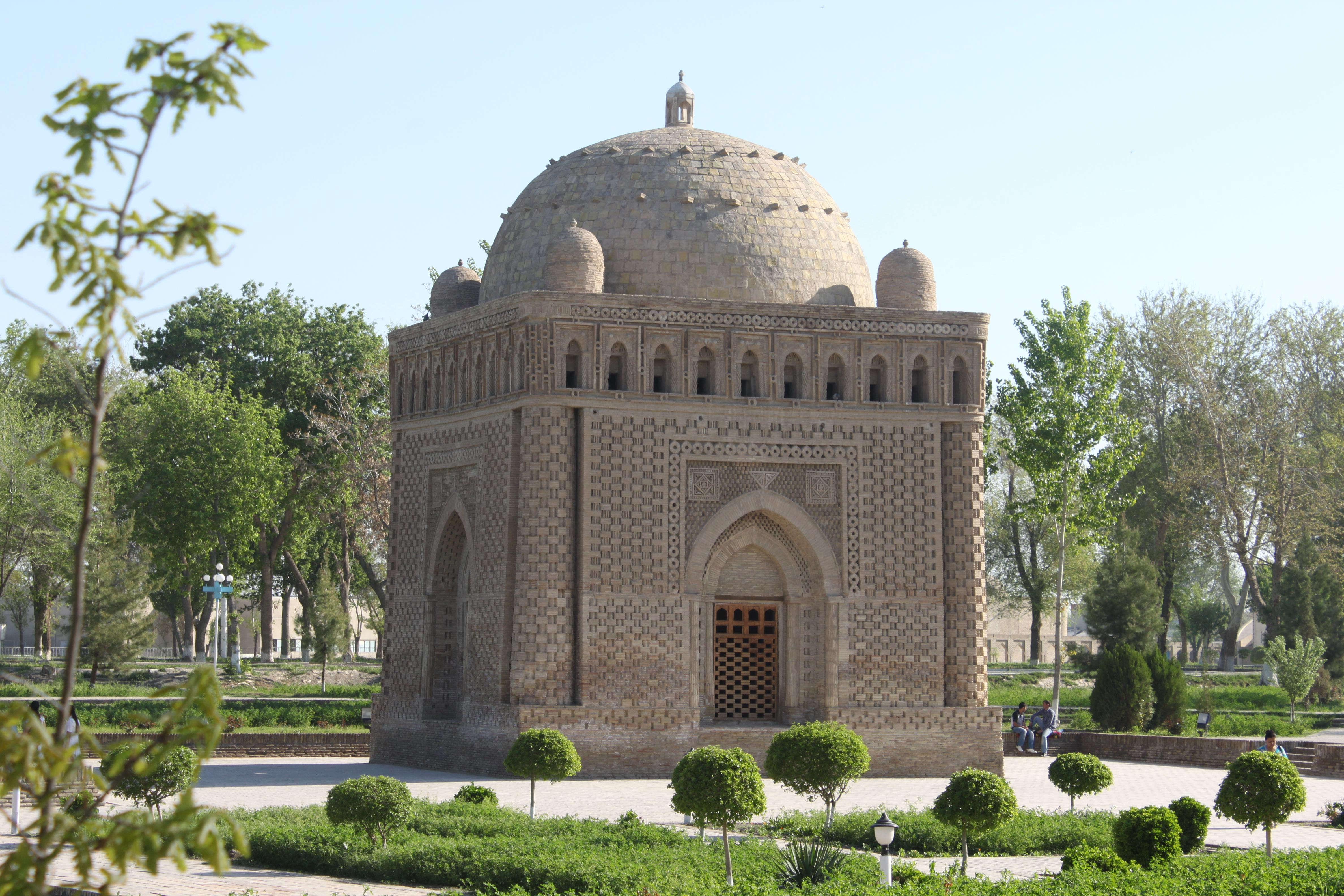
Mauzoleum Samanidów w Bucharze

Okres ten zakończył się jednak brutalnie, kiedy po nawróceniu na isma’ilizm Nasr został zdjęty z tronu i prawdopodobnie zabity (źródła są niejasne) przez spisek sunnickich duchownych oraz konserwatywnych dowódców wojskowych. Późniejsze kłopoty Samanidów z regularnym wypłacaniem pensji niewolnym żołnierzom (ghulamom), na których opierała się ich armia, prowadziły do ciągłego zagrożenia buntem. Wychowywani od dziecka w lojalności w stosunku do emira tureccy dowódcy pomimo to nie wahali się podejmować prób zagarnięcia jak największej władzy dla siebie. Jednocześnie postępował proces feudalizacji emiratu. Wiązał się on z rozszerzaniem systemu nadań typu „ikta”, polegających na przekazywaniu przez państwo jego dochodów z określonego źródła danej osobie. W praktyce prowadziło to często do tworzenia się dziedzicznych posiadłości na ziemiach państwowych. Tureccy dowódcy i wielcy feudałowie rywalizowali przede wszystkim o namiestnictwo kluczowego Chorasanu. Początkowo opanował go Abu Ali Czaghani (zm. 955) z panującego w Czaghanianie rodu wasalów Samanidów, Muhtadżydów. Za panowania małoletniego Abd al-Malika (954–961) namiestnictwo prowincji i rzeczywistą władzę w państwie przejął dowódca ghulamów Alptigin (zm. 963). Po śmierci Abd al-Malika musiał on jednak uciekać przed swoimi politycznymi przeciwnikami i na skraju emiratu założył państwo z ośrodkiem w Ghaznie, zalążek przyszłego sułtanatu Ghaznawidów. Od tej pory Chorasanem z krótkimi przerwami, lecz w sumie przez ponad czterdzieści lat, rządziła rodzina Simdżurydów, która dążyła do jego oderwania. Jednocześnie Samanidom zaczęli zagrażać Turcy zjednoczeni pod przywództwem nawróconych na islam Karachanidów. Namiestnik Chorasanu Abu Ali Simdżuri zaproponował Karachanidzie Hasan Bughra-chanowi (zm. 992) podział ziem Samanidów – on miał zagarnąć Chorasan, zaś chan Mawarannahr. W rezultacie kiedy ten ostatni w roku 992 zaatakował, zajął Bucharę niemal bez oporu, ponieważ także dowódca ghulamów Faʾik współdziałał z Simdżurim i przeszedł na stronę Karachanidów. Niespodziewana śmierć Bughra-chana sprawiła, że Turcy wycofali się, jednak emir Nuh (976–997) mógł pokonać Simdżuriego i Faʾika tylko dzięki pomocy swojego nominalnego wasala Sebüktigina (977–997), za którą musiał zapłacić oddaniem namiestnictwa Chorasanu jego synowi Mahmudowi z Ghazni. Następca Nuha, Mansur II (997–999), został oślepiony i zdjęty z tronu przez ponownie służącego Samanidom Faʾika i innego Turka, Begtuzuna. Władzę przejął teraz brat Mansura, Abd al-Malik (999), jednak nie był on w stanie stawić czoła najazdowi Ileka Nasra (998–1012/1013), który 23 października zajął Bucharę i pojmał emira. Był to właściwie koniec państwa Samanidów, chociaż o jego odbudowę walczył jeszcze brat Abd al-Malika Isma'il Ibn Nuh al-Muntasir (999–1005), który mimo przejściowych sukcesów ostatecznie zginął w roku 1005.
Samanidzi ograniczali się do protokolarnych form podległości wobec kalifów, a „regularne wpływy do budżetu kalifatu zaczęli zastępować doraźnymi wpłatami lub po prostu okolicznościowymi prezentami”. Szczególne znaczenie ma fakt że to właśnie na dworze Samanidów i za ich zachętą doszło do odrodzenia języka perskiego jako medium poezji, nauki i historii. Rudaki (zm. 941), który przebywał na dworze w Bucharze, uważany jest za pierwszego wielkiego poetę języka nowoperskiego. To pod patronatem Samanidów Dakiki rozpoczął pisanie Szahname, a Ferdousi skomponował większość tego najważniejszego pomnika perskiego języka i literatury. Podstawą tego przedsięwzięcia była perska adaptacja arabskiego przekładu sasanidzkiej Chudajname (Księgi Królów) autorstwa Ibn al-Mukaffy, przygotowana pod nadzorem Samanidzkiego namiestnika Tusu Muhammada Ibn Abd ar-Razzaka. To za zachętą emira Mansura (961–976) wezyr Abu Ali Muhammad Balami sporządził perską wersję kroniki At-Tabariego i to za Samanidów przełożono na perski jego wielki komentarz do Koranu. To także pod ich patronatem rozpoczęli swoją działalność Biruni i Awicenna. Ten ostatni opisując w swojej autobiografii bibliotekę Samanidów pisał: „Nigdy w życiu nie oglądałem takiego księgozbioru, ani przedtem, ani potem”. Podsumowując, „Samanidzi zapisali się nie tylko jako ostatnia irańska dynastia Azji Środkowej, lecz jako dynastia, która potrafiła zjednoczyć to terytorium pod jedną władzą i która ocaliła od zapomnienia spuściznę dawnego Iranu”, pokazując, że „starożytna kultura irańska może być przystosowana do islamu. Na tym właśnie polegał wielki wkład Samanidów do kultury świata islamu i, oczywiście, do cywilizacyjnego dziedzictwa Iranu”.

## Lista władców
- Nuh Ibn Asad (819–841) (w Samarkandzie)
- Iljas Ibn Asad (819–856) (w Heracie)
- Ibrahim Ibn Iljas (856–867) (w Heracie) (w 867 Herat został zajęty przez Jakuba Ibn Lajsa)
- Jahja Ibn Asad (819–855) (w Czaczu, od 841 wspólnie z Ahmadem także w Samarkandzie)
- Ahmad Ibn Asad (819–864) (w Ferganie, od 841 wspólnie z Jahją także w Samarkandzie, po jego śmierci samodzielnie)
- Nasr Ibn Ahmad (864–892) (w Samarkandzie)
- Isma’il Ibn Ahmad (892–907) (w Bucharze, potem zjednoczył wszystkie dominia Samanidów)
- Ahmad Ibn Isma'il (907–914)
- Nasr II Ibn Ahmad (914–943)
- Nuh Ibn Nasr (943–954)
- Abd al-Malik I Ibn Nuh (954–961)
- Mansur Ibn Nuh (961–976)
- Nuh Ibn Mansur (976–997)
- Mansur II Ibn Nuh (997–999)
- Abd al-Malik II Ibn Nuh (999)
- Isma'il Ibn Nuh al-Muntasir (999–1005)